# プロトプラスト-PEG法
プロトプラスト-PEG法（—ペグほう）は形質転換法の1つであり、糸状菌の形質転換にしばしば使用される。糸状菌の形質転換法の中では最も一般的なものであり、古くからこの方法で形質転換が行われている。しかし、この方法はプロトプラストを扱うので技術的には最も難しい類に入る。

## 手順の概略

### プロトプラスト化
この形質転換法において最も重要な手順がこのプロトプラスト化である。プロトプラストは、浸透圧調整剤（マンニトールなど）の存在下で、糸状菌の菌糸から細胞壁溶解酵素によって調整する。形質転換に適したプロトプラストは糸状菌の株に依存するので、それぞれの菌においてプロトプラスト化の最適化が必要になる。

### DNAの飲み込み
この段階では、プロトプラストにポリエチレングリコール (polyethyleneglycol, PEG) を作用させて、DNAを細胞内部に取り込ませる。このDNAの飲み込みの仕組みはまだ良く分かっていない。

### 細胞壁の再生
DNAを飲み込ませたプロトプラストを浸透圧調整剤入りの培地に撒く。培地は、使用した選択マーカーに応じたものを使用する。5–7日で形質転換体が得られる。

## 適用される糸状菌
- アワモリコウジカビ (Aspergillus awamori)
- アスペルギルス・ニデュランス (Aspergillus nidulans)
- クロコウジカビ、ニホンコウジカビ (Aspergillus niger, Aspergillus oryzae)
- ショウユコウジカビ (Aspergillus sojae)
- ベニコウジカビ (Monascus purpureus)
- アカパンカビ (Neurospore crassa)